# Acronicta hasta
Acronicta hasta är en fjärilsart som beskrevs av Achille Guenée 1852. Acronicta hasta ingår i släktet Acronicta och familjen nattflyn. Inga underarter finns listade i Catalogue of Life.

## Bildgalleri

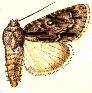
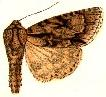